# نوک‌تخت دم‌حنایی
نوک‌تخت دم‌حنایی (نام علمی: Ramphotrigon ruficauda) گونه‌ای از پرندگان خانواده ژیان‌مرغان است که در بولیوی، برزیل، کلمبیا، اکوادور، گویان فرانسه، گویان، پرو، سورینام و ونزوئلا یافت می‌شود. زیستگاه طبیعی آن جنگل‌های جلگه‌ای نمناک نیمه‌گرمسیری یا گرمسیری است.